# Весёлые Молодцы
«Весёлые Молодцы» (также «Весёлые ребята», англ. The Merry Men) — рассказ (повесть) Р. Л. Стивенсона, опубликованный в 1882 году в журнале Cornhill Magazine. Позже он вошёл в сборник Стивенсона «Весёлые Молодцы и другие рассказы и басни» 1887 года.

## Сюжет
Повествование ведётся от лица Чарльза, молодого человека, который, осиротев, вырос в доме своего дяди Гордона на скалистом островке Арос, отделённом небольшим проливом от полуострова Росс. Позже Чарльз уехал учиться в Эдинбургский университет, однако теперь возвращается на остров навестить дядю и попросить у него руки его дочери Мэри, в которую Чарльз давно влюблён.
Прибыв на остров, Чарльз замечает перемену в психологическом состоянии дяди, который кажется чем-то подавленным; Чарльз также видит новые дорогие вещи в доме дяди. Как оказалось, некоторое время назад возле острова потрепело крушение судно «Христос-Анна», которое было выброшено на скалистое побережье. Чарльз догадывается, что его дядя забрал вещи с погибшего судна. Кроме того, Чарльз находит на берегу неподалёку от судна свежую могилу и начинает подозревать, что его дядя убил спасшегося с судна матроса.
У Чарльза есть и ещё одна цель посещения острова: он с детства слышал о том, что во времена Непобедимой армады испанское судно «Эспирито Санто» затонуло где-то в окрестностях острова. Во время учёбы он по поручению ректора университета разбирал старинные документы и понял, что скорее всего судно затонуло в определенном месте у берегов Ароса. Чарльз ныряет в воду, пытаясь найти остов судна, однако ему попадается только ржавая пряжка от ботинка и берцовая кость человека. Ужаснувшись своей находке, Чарльз решает оставить поиски. Однако через некоторое время он замечает, что у берега Ароса стоит шхуна, и несколько человек на шлюпке ищут что-то в том же месте, где искал он.
На остров стремительно надвигается сильная буря, и дядя Гордон всё время проводит на утёсе, наблюдая за тем, как шхуна, моряки которой явно незнакомые с береговыми скалами пытаются спастись. В итоге шхуна и все находящиеся на ней люди гибнут. Чарльз слышит, как ревут «Весёлые Молодцы» — огромные морские валы неподалёку от берега, особенно яростные и шумные в непогоду.
На следующий день Чарльз и дядя Гордон встречают на берегу чернокожего матроса. При виде его дядя стремительно убегает и, по всей видимости, сходит с ума от воспоминаний о совершённом им убийстве, принимая негра за призрак убитого. Он всю ночь прячется в скалах, на следующий день, когда Чарльз, слуга Рори и негр пытаются поймать дядю, дядя и почти догнавший его негр тонут в море.

## История написания
Прототипом для острова Арос послужил остров Эррейд в архипелаге Внутренние Гебридские острова. Стивенсон не раз посещал этот остров, который фигурирует также в его романе «Похищенный». В книге «Воспоминания и портреты», в главе «Воспоминания об островке» Стивенсон писал:

В моей кладовой есть еще один островок, память о котором не даёт мне покоя. В одном из своих сюжетов я поместил туда целую семью, а потом героя другого сюжета, выброшенного на берег и обречённого мокнуть под дождем на беспорядочно разбросанных валунах и питаться моллюсками.
Оригинальный текст (англ.)There is another isle in my collection, the memory of which besieges me.  I put a whole family there, in one of my tales; and later on, threw upon its shores, and condemned to several days of rain and shellfish on its tumbled boulders, the hero of another.

## Отзывы
Рассказ высоко оценил Ричард Олдингтон, который назвал его произведением «подлинно трагическим и великолепно написанным от начала и до конца»: «Может ли кто-либо, читавший „Весёлых Молодцов“, забыть содержащееся там описание бури?».